# Тугай Мерджан
Тугай Мерджан (тур. Tugay Mercan, нар. 10 грудня 1982, Стамбул) — актор турецького кіно й телесеріалів. 
Закінчив середню освіту в комерційній середній школі İstanbul Bahçelievler і вивчав театральне мистецтво в університеті Галіч (Haliç). Поки він навчався в університеті, він почав виступати в Муніципальному театрі Бакиркьоя. Після закінчення університету він продовжив працювати в театрі.

## Театральні п'єси
- Опера Külhanbeyi: Ülkü Ayvaz — Муніципальний театр в Бакиркьой — 2011
- Розум: Ахмет Онель — Муніципальний театр в Бакиркьой — 2010
- Плач Гюля: Деніз Алтун — Муніципальні театри в Бакиркьой — 2009
- Світ навиворіт: Орхан Кемаль — Муніципальний театр в Бакиркьой — 2007
- Людина дня: Халдун Танер — Муніципальний театр в Бакиркьой — 2006

## Фільми
- В'язень - Mahkum — Volkan Kocatürk — Paşa Yıldız — 2021
- Menajerimi Ara — Kendisi — 2021
- Azize — 2019

- Дівчинка — Kızım — Uğur (Сонечко) 2018
- Величне століття — Muhteşem Yüzyıl Kösem — Ібрагім I — 2017
- Ніколи Не Здаюся - Asla Vazgeçmem  — Nihat Durak Cahit — 2015
- A.Ş.K.: Фарук Тургут — Орхан — 2013
- Tatar Ramazan: Cevdet Mercan — 2013
- Kayıp Şehir (Втрачене Місто): Cevdet Mercan — Ісмаїл — 2012
- Suskunlar: Umur Turagay — Zeki(Yanık) — 2012
- Es-Es: Bahadır İnce — Окан — 2009
- Kollama: Ömer Gökhan Erkut\Cem Akyoldaş — 2008